# Oeigoeren op het Türkvizyonsongfestival
De Oeigoeren namen tijdens vierde editie in 2020  deel aan het Türkvizyonsongfestival. De Oeigoeren hebben in totaal 1 keer deelgenomen aan het festival. Anders dan de meeste deelnemers aan het Türkvizyonsongfestival zijn de Oeigoeren een bevolkingsgroep en hebben ze geen eigen grondgebied. In het festival vertegenwoordigt de omroep enkel het Kazasche deel van de Oeigoeren.

## Geschiedenis

### 2020
Nadat het festival enkele jaren had stilgelegen, werd het in 2020 heropgestart. Bij de heropstart waren de Oeigoeren van de partij. Hoewel in eerste instantie werd aangenomen dat ze namens Kazachstan zouden deelnemen, mochten ze toch onder eigen naam deelnemen en werden ze naast de Nogai en de Iraakse Turkmenen de enige deelnemers zonder eigen grondgebied. De omroep selecteerde het duo Sada en het nummer Muhebbetni kuileili. In Istanboel trad Sada als laatste op. Aan het eind van de avond eindigde de Oeigoeren met een veertiende plaats in de middenmoot.

## Deelnames van de Oeigoeren
| Jaar | Artiest | Titel               | Fin. | Ptn. | Semi | Ptn. | Taal     |
| ---- | ------- | ------------------- | ---- | ---- | ---- | ---- | -------- |
| 2020 | Sada    | Muhebbetni kuileili | 14   | 178  |      |      | Oeigoers |

| Kleur | Betekenis      |
| ----- | -------------- |
|       | Eerste plaats  |
|       | Tweede plaats  |
|       | Derde plaats   |
|       | Laatste plaats |
|       | Gastland       |